# Elena Neceaeva
Elena Aleksandrovna Neceaeva (în rusă Елена Александровна Нечаева; n. 14 iunie 1979, Leningrad, RSFS Rusă, URSS) este o fostă scrimeră rusă specializată pe sabie.
A fost campioană mondială la individual în 2007, triplă campioană mondială pe echipe (în 2001, 2002 și 2004), campioana europeană la individual în 2001 și cvadruplă campioană europeană pe echipe (în 2002, 2003, 2004 și 2006).
A participat la Jocurile Olimpice din 2004 de la Atena, unde a pierdut în sferturile de finală cu chinezoaica Tan Xue, clasându-se pe locul 5. La ediția din 2008 a părăsit competiția în turul întâi, învinsă de poloneza Irena Więckowska. La proba pe echipe Rusia a fost eliminată de Ucraina în sferturile de finală și a încheiat pe locul 5.

## Palmares
Clasamentul la Cupa Mondială
Datele lipsesc înainte de 2002.
| An  | 2002 | 2003 | 2004 | 2005 | 2006 | 2007 | 2008 | 2009 | 2010 |
| --- | ---- | ---- | ---- | ---- | ---- | ---- | ---- | ---- | ---- |
| Loc | 177  | 258  | 87   | 28   | 42   | 37   | 18   | 18   | 6    |

## Legături externe
- en  Profil[nefuncțională]
 la Confederația Europeană de Scrimă
- en Elena Neceaeva la Olympedia.org